# 2. Garde-Feldartillerie-Brigade (Deutsches Kaiserreich)
Die 2. Garde-Artillerie-Brigade war ein Großverband der Preußischen Armee.

## Geschichte
Die 2. Garde-Artillerie-Brigade wurde am 1. Oktober 1899 in Potsdam aufgestellt und war Teil der 2. Garde-Division, die zum Gardekorps gehörte.
Im Ersten Weltkrieg war sie überwiegend an der Westfront eingesetzt. Juni 1917 wurde sie an die Ostfront verlegt, wo sie bis September 1917 kämpfte und in den Westen zurückkehrte. Zu den Kampfhandlungen, Gefechten und Schlachten siehe Kampfgeschehen der 2. Garde-Division.
Im Zuge der durch den Friedensvertrag von Versailles bedingten Demobilisierung wurde die Brigade 1919 aufgelöst.

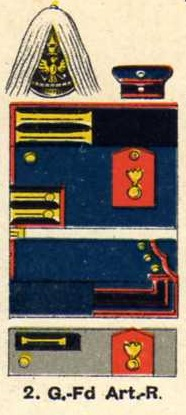
Uniform des 2. Garde-Feldartillerie-Regiment

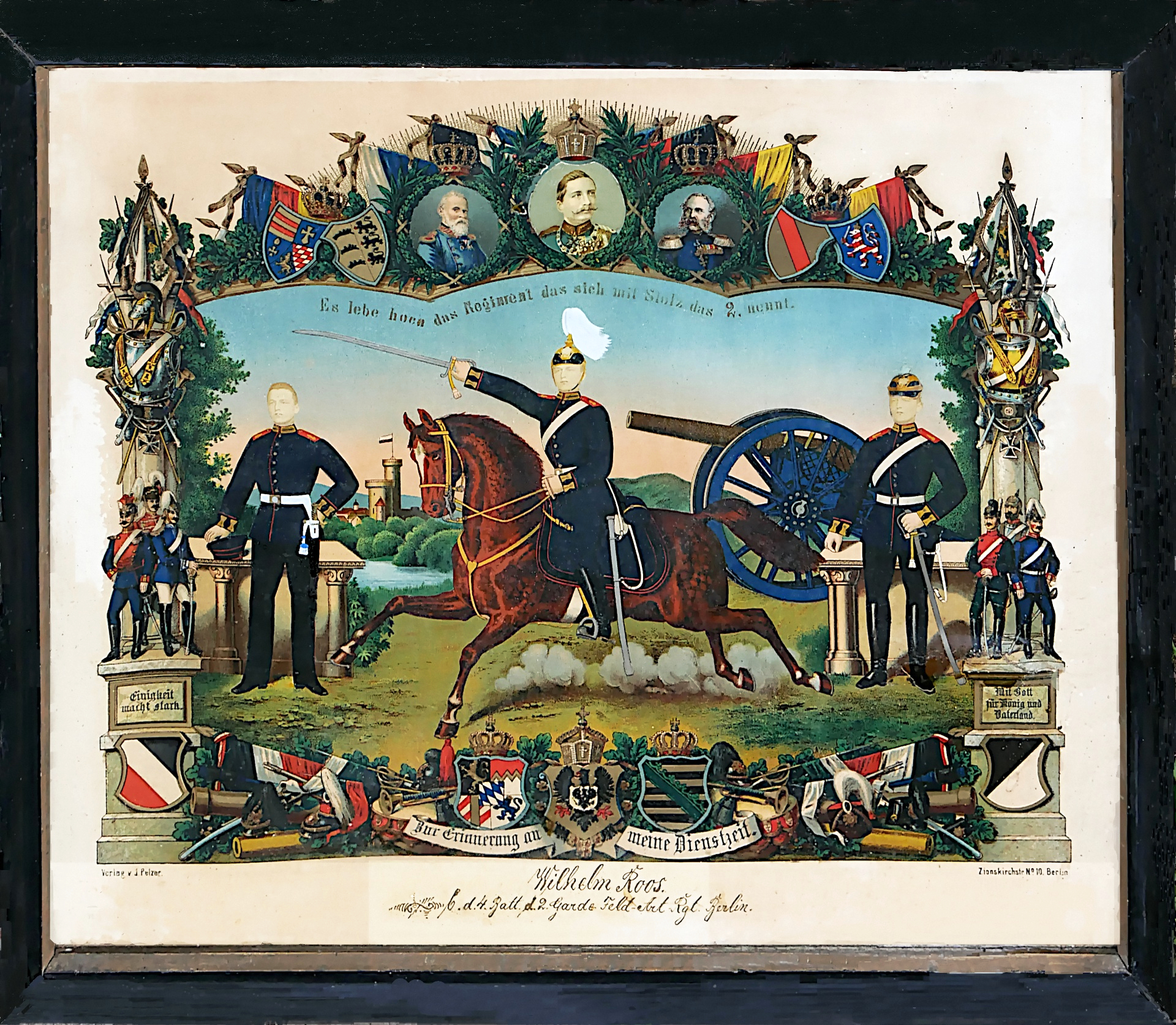
Resevistenbild Wilhelm Roos aus dieser Einheit

### Gliederung
- 1899 bis 1914

2. Garde-Feldartillerie-Regiment, 4. Garde-Feldartillerie-Regiment
- Kriegsgliederung bei Mobilmachung 1914

Wie vor
- Kriegsgliederung am 20. März 1918

Garde-Artillerie-Kommandeur Nr. 2, 2. Garde-Feldartillerie-Regiment, III. Bataillon Fußartillerie-Regiment „General-Feldzeugmeister“ (Brandenburgisches) Nr. 3

### Brigadekommandeure
| Name                      | Datum                                  |
| ------------------------- | -------------------------------------- |
| Otto von Dulitz           | 13. September 1899 bis 7. Mai 1901     |
| Richard von Cretius       | 8. Mai 1901 bis 21. Mai 1906           |
| Otto von Blanquet         | 22. Mai 1906 bis 21. März 1907         |
| Fritz Koch von Hernhaußen | 22. März 1907 bis 8. März 1912         |
| Joseph Trimborn           | 9. März 1912 bis 30. Mai 1915          |
| Karl von Preuschen        | 31. Mai 1915 bis 13. September 1915    |
| Konrad von Hippel         | 14. September 1915 bis 4. Oktober 1915 |
| Ludwig von Mertens        | 5. Oktober 1915 bis Kriegsende         |